# 于均波
于均波（1941年—），辽宁鞍山人，中华人民共和国政治人物。
曾任鞍山市副市长、海城市委书记，鞍山市委副书记，锦西市委书记。1995年，升任中共辽宁省委组织部长。次年，改任中共北京市委委员、常委。1997年，升任中共北京市委常委、副书记。2001年，当选为北京市人大常委会主任。2008年，任全国人大华侨委员会副主任。